# 시죠 루이
시죠 루이(일본어: 紫城 るい しじょう るい[*], 1976년 8월 23일 - )는 일본의 배우이다. 전 다카라즈카 가극단 소라구미 톱여역이다.
아이치현 나고야시 출신이다. 키 164cm이고, 다카라즈카 가극단 시절의 애칭은 "히토미", "루이"이다.
소속사는 유한회사 오피스 미야모토이다.

## 약력
1997년 3월, 다카라즈카 가극단 83기생으로 입단. 유키구미 공연 『가면의 로마네스크』로 초무대. 입단 당시에는 남역이었다.
1998년, 츠키구미로 조 배속.
츠키구미 배속 후에는 『LUNA-달의 전언-』 (TAKARAZUKA 1000days 극장/하카타좌 공연)의 일레네역, 같은 공연의 쇼 『BLUE・MOON・BLUE -달빛의 붉은 꽃-』의 벨 역, 2001년의 TCA 스페셜에서는 『덧없는 사랑』의 마리로 분장하는 등, 여역을 연기할 기회가 많았고, 남역이면서도 여역의 평가도 높았다.
2002년, 『가이즈&돌즈』 신인공연으로 연기한 아델레이드 역이 계기가 되어, 여역으로 전환하였다. 다카라즈카 바우홀 공연 『SLAPSTICK』으로 바우홀 첫 히로인. 이어서 『긴 봄의 끝에』로 신인공연 첫 히로인.
2004년, 바우홀 공연 『THE LAST PARTY～S.Fitzgerald’s last day～ 피츠제럴드 마지막 하루』로 젤다 역을 연기. 시죠는 후에 퇴단 기자 회견에서 이 역을 오히로메 공연의 히로인 역과 나란히 "가장 좋아하는 역"이라고 말하였다. 같은 해, 소라구미로 조이동.
2006년, 다카라즈카 바우홀 공연 『불멸의 연인들』로 히로인 조르주 샌드를 연기. 8월의 하카타좌 공연 『코파카바나』로 소라구미 톱여역에 취임. 같은해 11웗부터 한 『유신회천・료마전! -경파・사카모토 료마 III-／더 클래식 -I LOVE CHOPIN-』 공연이 다카라즈카 대극장 오히로메 공연이자 사요나라 공연이 되었다.
2007년 2월 12일, 상대역인 타카시로 케이와 함께 다카라즈카 가극단을 퇴단. 이후, 배우로서 무대를 중심으로 활동하고 있다.